# 잉얼
잉얼(중국어 간체자: 颖儿, 정체자: 穎兒, 병음: Yǐng Ér, 한자음: 영아, 1988년 12월 12일~)은 중화인민공화국의 배우이다. 본명은 류잉(중국어 간체자: 刘颖, 정체자: 劉穎, 병음: Liú Yǐng, 한자음: 유영)이다.

## 학력
- 중앙희극학원(졸업)

## 출연작

### 드라마
- 2013년 후난위성텔레비전 금응독파극장 《최미적시광》 - 허치우 역
- 2014년 CCTV-8 황금강당극장 《환천희지초원가》 - 뢰급제 역
- 2015년 후난위성텔레비전 금응독파극장 《빙여화적청춘》 - 샤빙 역
- 2016년 후난위성텔레비전 금응독파극장 《해밀》 -  디리 역
- 2017년 동방 위성 텔레비전 동방극장 《일립홍진》 - 예샤오쉐 역
- 2018년 산둥 위성 텔레비전 화양극장 《최호적우견》 - 자오지후이 역
- 2018년 텐센트 웹드라마 《고검기담 2》 - 문인우 역
- 2019년 저장 위성 텔레비전 중국람극장 《교안니호》 - 챠오안 역
- 2021년 망고 TV 웹드라마 《서극여도화》 - 도화 역
- 2021년 텐센트 웹드라마 《금심사옥》 - 원낭 역
- 2021년 후난위성텔레비전 금응독파극장 《배니일기장대》 - 린윈윈 역
- 2022년 베이징 텔레비전 품질극장 《산하월명》 - 인효문황후 역
- 2022년 CCTV-1 제일특약극장 《록산지가》 - 팡페이 역
- 2023년 장쑤 위성 텔레비전 행복극장 《미국파지시잠》 - 웬예밍 역